# Komitet Narodowy Amerykanów Polskiego Pochodzenia
Komitet Narodowy Amerykanów Polskiego Pochodzenia (KNAPP) – organizacja Polaków w Stanach Zjednoczonych działająca w latach 1942–1959.

## Działalność

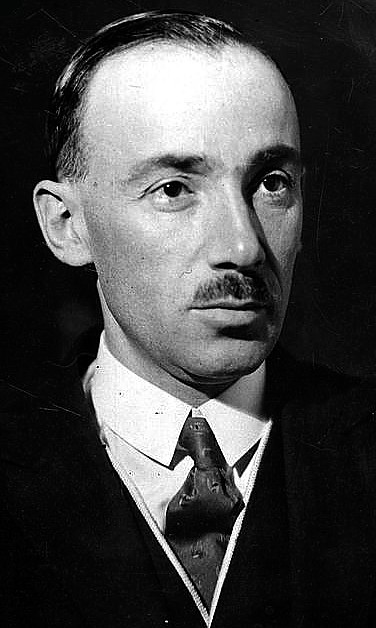
Wacław Jędrzejewicz

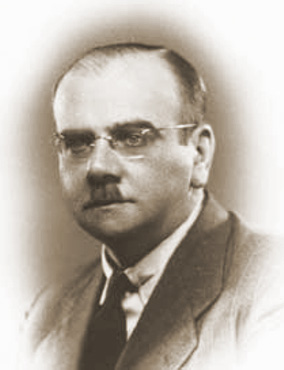
Ignacy Matuszewski

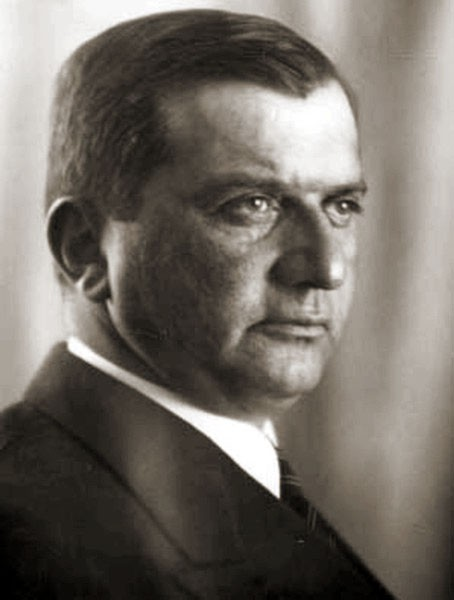
Henryk Floyar-Rajchman

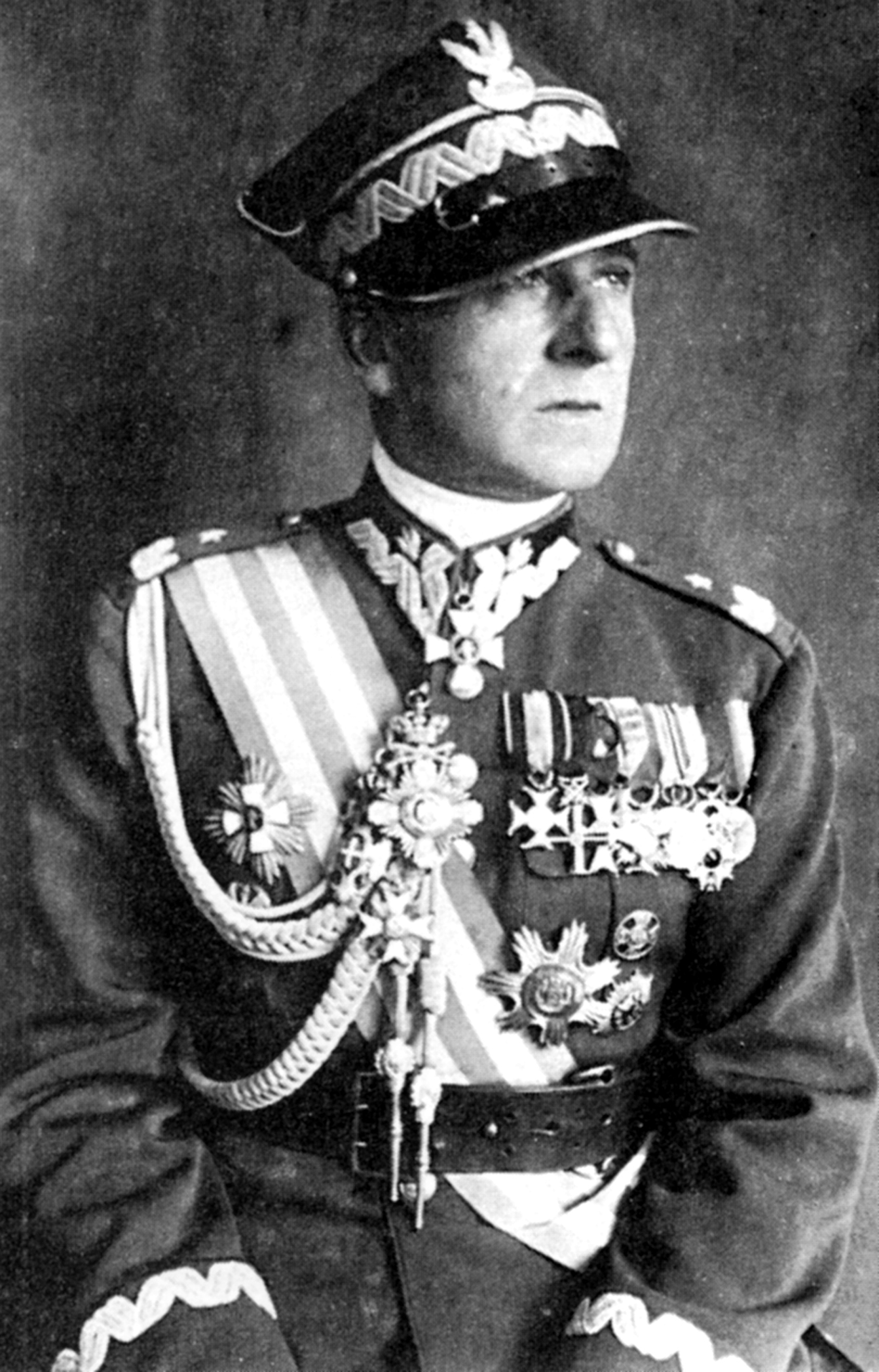
Bolesław Wieniawa-Długoszowski

KNAPP powstał 20–21 czerwca 1942 roku z inicjatywy piłsudczyków. Środowisko KNAPP oskarżało Rząd RP na Uchodźstwie – reprezentowany przez premierów Władysława Sikorskiego i Stanisława Mikołajczyka – o politykę ugodową wobec ZSRR i naiwność wobec polityki aliantów zachodnich.
Celem KNAPP była obrona interesów polskich, zwłaszcza idei niepodległości i integralności terytorialnej Rzeczypospolitej, oraz lobbing na rzecz dotrzymania gwarancji wynikających z Karty Atlantyckiej i układu sojuszniczego Rzeczypospolitej z Wielką Brytanią z 25.08.1939 r. Działacze Komitetu wychodzili z założenia, że prawa Polski do niepodległego bytu są zagrożone nie tylko bezpośrednio przez okupantów – III Rzeszę i ZSRR, ale również pośrednio, przez nieodpowiedzialną i cyniczną grę Wielkiej Brytanii i Stanów Zjednoczonych, dla których gwarancją pokonania III Rzeszy jest utrzymanie za wszelką cenę sojuszu z ZSRR.
Za inicjatorów KNAPP uznać należy Wacława Jędrzejewicza, Ignacego Matuszewskiego, Henryka Floyar-Rajchmana i Bolesława Wieniawę-Długoszowskiego. Zdecydowali się oni wyjechać z Europy po klęsce Francji do Stanów Zjednoczonych – w których upatrywali głównego sojusznika sprawy polskiej i organizatora powojennego ładu w Europie – i nawiązali w USA bliską współpracę ze środowiskiem polonijnych piłsudczyków.
Działalność KNAPP nie znalazła zrozumienia w kręgach administracji Roosevelta, ale jego największymi wrogami na terenie USA byli komuniści, ogłaszający się reprezentantami całej Polonii amerykańskiej (Oskar Lange, Bolesław Gebert i in.).
Sprzyjała temu atmosfera społeczno-polityczna w Stanach Zjednoczonych, będąca owocem żmudnej pracy sowieckiej rezydentury wywiadowczej w USA, która począwszy od lat trzydziestych zdołała opanować znaczną część życia intelektualnego, kulturalnego i naukowego Ameryki, by w przededniu oraz podczas II wojny światowej uzyskać znaczące wpływy w administracji rządowej i współdecydować o kierunkach polityki amerykańskiej. Pracami rezydentury sowieckiej kierował Wasilij Zarubin, oficer wywiadu INO NKWD, znany z przygotowań do zbrodni katyńskiej (dokonywał w obozie w Kozielsku selekcji oficerów polskich pod kątem ich ewentualnej przydatności dla INO NKWD).
Wobec KNAPP i jego działaczy została w konsekwencji rozpętana systematyczna nagonka polityczna i prasowa.
KNAPP głosił konieczność utworzenia naczelnej organizacji politycznej Polonii amerykańskiej (do tego czasu nieistniejącej). Tylko obywatele Stanów Zjednoczonych, głosujący w wyborach, mogą mieć wpływ na rząd w Waszyngtonie. Dla idei powołania politycznej organizacji Polonii zjednali wydawców i redaktorów dzienników: Maksymiliana Węgrzynka w Nowym Jorku i Franciszka Januszewskiego w Detroit. Obydwa dzienniki miały czytelników wśród członków organizacji polskich emigrantów. Trzy największe to: Związek Narodowy Polski, Zjednoczenie Polskie Rzymsko-Katolickie i Związek Polek w Ameryce z siedzibą w Chicago.

## Konsolidacja
Emigranci polscy zrzeszeni w organizacjach samopomocy doszli do przekonania, że muszą zorganizować się w obronie Polski. Przywódcy organizacji polonijnych znaleźli wspólny język z KNAPP i na wielkim kongresie Polonii w Buffalo w czerwcu 1944, w którym wzięło udział dwa i pół tysiąca delegatów i delegatek różnych organizacji, powołano do życia Kongres Polonii Amerykańskiej.
Zadaniem nowej organizacji miało być wpływanie na rząd Stanów Zjednoczonych, by prowadził politykę korzystną dla narodu polskiego i przekonywanie opinii publicznej, że obrona niepodległości Polski jest zgodna z amerykańską racją stanu. Na prezesa KPA został wybrany Karol Rozmarek, od 1939 r. prezes największej organizacji emigracyjnej – Związku Narodowego Polskiego. Rozmarek był pierwszym prezesem ZNP urodzonym w Ameryce (w Wilkes Barre, w stanie Pensylwania).
W atmosferze panującej wówczas w Ameryce, postulaty Polonii administracja Roosevelta uważała za szkodliwe dla wysiłku wojennego. Rozmarek zaraz po kongresie w Buffalo rozpoczął starania o przyjęcie go przez prezydenta Franklina D. Roosevelta. Odpowiadano mu odmownie. Dopiero w październiku, wobec zbliżających się wyborów, w których Roosevelt kandydował na bezprecedensową czwartą kadencję, doszło do wizyty delegacji Kongresu Polonii Amerykańskiej w Białym Domu. Wielka mapa Polski w granicach z 1939 zawieszona na ścianie za biurkiem prezydenta miała sugerować, że Roosevelt uznaje wschodnie granice Polski. Zdjęcie prezydenta USA z Rozmarkiem na tle mapy Polski obiegło prasę amerykańską. Rozmarek poparł Roosevelta a Polacy w USA głosowali za jego kandydaturą w wyborach prezydenckich w listopadzie 1944. Gdy w lutym 1945 stały się jasne decyzje konferencji jałtańskiej i udział w nich prezydenta Stanów Zjednoczonych, poparcie Roosevelta przed wyborami nie przysporzyło popularności Rozmarkowi.
Doprowadzenie do konsolidacji środowisk emigracji polskiej w USA i w konsekwencji utworzenie Kongresu Polonii Amerykańskiej było głównym osiągnięciem KNAPP. Jego delegaci brali jeszcze udział w konferencji założycielskiej ONZ w San Francisco w roku 1945. Środowisko KNAPP utworzyło Instytut Józefa Piłsudskiego w Ameryce i po zakończeniu wojny prowadziło działalność naukową, wydawniczą i oświatową.
Organizację rozwiązano w roku 1959.